# 满珠习礼 (巴林部)
满珠习礼（？—1672年），博尔济吉特氏，清朝蒙古王公，巴林部人。巴噶巴图尔之孙，苏巴海曾孙，昂阿之子，色布腾從弟。
1633年（天聪七年），满珠习礼向后金进贡驼马，1634年（天聪八年），满珠习礼率部从后金军攻明朝，入独石口，攻破保安，至应州，攻下三个城堡。1638年（崇德三年），满珠习礼从征喀尔喀部札萨克图汗。1639年（崇德四年），满珠习礼随武英郡王阿济格攻打明朝连山。1641年（崇德六年），满珠习礼进贡驼马貂皮。清世祖即位後，於1648年（顺治五年）满珠习礼被封为巴林左旗札萨克固山贝子。